# When I Look in Your Eyes
When I Look in Your Eyes es el quinto álbum de la pianista y cantante de Jazz canadiense Diana Krall, editado en 2000.

## Listado de canciones
1. "Let's Face the Music and Dance" (Irving Berlin) – 5:18
2. "Devil May Care" (Bob Dorough, Terrell Kirk) – 3:20
3. "Let's Fall in Love" (Harold Arlen, Ted Koehler) – 4:19
4. "When I Look in Your Eyes" (Leslie Bricusse) – 4:31
5. "Popsicle Toes" (Michael Franks) – 4:28
6. "I've Got You Under My Skin]]" (Cole Porter) – 6:10
7. "I Can't Give You Anything But Love" (Dorothy Fields, Jimmy McHugh) – 2:32
8. "I'll String Along With You" (Al Dubin, Harry Warren) – 4:45
9. "East of the Sun (And West of the Moon)" (Brooks Bowman) – 4:57
10. "Pick Yourself Up" (Dorothy Fields, Jerome Kern) – 3:02
11. "The Best Thing for You" (Berlin) – 2:37
12. "Do It Again" (Buddy DeSylva, George Gershwin) – 4:35
13. "Why Should I Care?" (Clint Eastwood, Carole Bayer Sager, Linda Thompson-Jenner) – 3:46

## Músicos
- Diana Krall - Piano y voz
- Chuck Berghofer - Bajo
- Alan Broadbent - Piano
- Larry Bunker - Vibráfono
- Pete Christlieb - Saxofón
- John Clayton - Bajo
- Jeff Hamilton - Percusión
- Eddie Karam - Conductor
- Russell Malone - Guitarra
- Johnny Mandel - Conductor
- Lewis Nash - Percusión
- Ben Wolfe - Bajo

- Datos: Q1755957